# Богданов-Березовский, Валериан Михайлович
Валериа́н Миха́йлович Богда́нов-Березо́вский (4 (17) июля 1903, деревня Старожиловка, близ Санкт-Петербурга — 13 мая 1971, Москва) — советский композитор, музыковед, балетовед, педагог. Заслуженный деятель искусств РСФСР (1968).

## Биография
Родился в семье петербургского врача, лейб-медика двора. Учился в Петербургском Николаевском кадетском корпусе. В 1927 году экстерном окончил Ленинградскую консерваторию, где занимался в классах М. О. Штейнберга (гармония и инструментовка), С. М. Ляпунова (контрапункт), В. В. Щербачёва (композиция) и Л. В. Николаева (полифония).
С начала 1920-х годов — постоянный сотрудник ленинградских, а с 1930-х — и московских газет и журналов, где публиковал статьи и рецензии на темы музыки, музыкального театра и балета. Вскоре, наряду с Б. В. Асафьевым и И. И. Соллертинским, стал ведущим музыкальным критиком Ленинграда. Автор более чем 250 книг и статей о русской классической и советской музыке, оперном и балетном театре.
В 1929—1932 годах — председатель секции композиторов Ленинградского отделения Всероскомдрама. В 1940—1941 и 1945—1949 годы преподавал историю советской музыки в Ленинградской консерватории (в 1945—1948 — и. о. профессора на кафедре истории русской и советской музыки). В 1941—1944 — председатель правления, с 1961 года — заместитель председателя правления Ленинградского отделения Союза композиторов СССР. В 1946—1951 — старший научный сотрудник Ленинградского института театра и музыки. В 1946—1948 году — заместитель художественного руководителя Ленинградского театра оперы и балета имени С. М. Кирова по репертуару, в 1951—1962 — заведующий репертуарной частью Ленинградского Малого театра оперы и балета. С 1969 года — главный редактор Ленинградского отделения издательства «Советский композитор».
Награждён медалью «За оборону Ленинграда» (1943).

## Музыкальные сочинения
Симфонии
- 1-я (1933), 2-я редакция 1940, 3-я редакция 1945
- 2-я — «Повесть о герое нашего времени» (1953)

Оперы
- «Дочи Ермака, или Граница» (1941)
- «Ленинградцы» (1943)
- «Настасья Филипповна» (1964)

Балеты
- «Девушка с крыльями» (1950)
- «Сын полка» (1955)
- «Чайка» (1959)

Сочинения для солирующего инструмента и оркестра
- Концерт для фортепьяно с оркестром (1936)
- Концерт для скрипки с оркестром (1943)

Оркестровые сочинения
- Баллады для баса с оркестром (слова В. Маяковского, 1931, 2-я редакция 1954)
- Маленькая сюита (1937)
- Скерцо «Лётчики» (1937)
- 3 рапсодии на темы красноармейских песен (1941)
- Партита для фортепьяно с оркестром (1947)
- 3 пьесы для виолончели с оркестром (1949)
- 10 миниатюр (1961)
- Концертная сюита для виолончели с оркестром народных инструментов (также в сопровождении симфонического оркестра) (1962)
- Сюита «Наша юность» (1963)

Камерно-инструментальные сочинения
- Сюита для скрипки и фортепьяно (1919)
- Поэма для скрипки и фортепьяно «Соловьиный сад» (по одноимённой поэме А. Блока, 1927)
- 5 пьес для скрипки и фортепьяно (1940)
- Соната для фортепьяно (1944)
- Цикл для фортепьяно «Русские пейзажи» (1945)
- 24 прелюдии для фортепьяно (1955)
- Соната для скрипки и фортепьяно (1951)
- Соната для виолончели и фортепьяно (1953)
- Фортепьянный квинтет (1954)
- Нения, погребальная песнь памяти Ю. В. Кочурова для виолончели и фортепьяно (1954)
- Соната для альта и фортепьяно (1956)
- Соната для двух виолончелей (1964)

Вокальные произведения для голоса и фортепьяно
- Цикл романсов на собственные стихи (1925)
- Цикл романсов на стихи С. Есенина (1927)
- Цикл романсов на стихи А. Пушкина (1936)
- Цикл романсов на стихи М. Лермонтова (1940)
- Цикл «Грузинские романтики» (1946)
- Цикл «Политические басни» (слова С. Маршака, 1947)
- Цикл на стихи В. Маяковского (1957)

Музыка к кинофильмам
- «Для вас найдётся работа» (1932)
- «Боям навстречу» (1932)
- «Родина зовёт» (1936)

Музыка к спектаклям драматического театра (в том числе к эстрадному обозрению «Попутный ветер» (совместно с И. Дунаевским, 1936) и др.

## Литературные и критические сочинения

### Книги о балете
- В. Мануйлов, Н. Волков, В. Богданов-Березовский. Бахчисарайский фонтан. — Л.: ЛГАТОБ, 1934. — 96 с. — 6000 экз.
- В. Богданов-Березовский. Красный мак. — Л.: ЛГАТОБ, 1937. — 24 с. — 3000 экз.
- В. Богданов-Березовский. Спящая красавица. — Л.: ЛГАТОБ, 1939. — 21 с.
- В. Богданов-Березовский. Галина Уланова. — М.: Искусство, 1949. — 192 с. — 10 000 экз.
- Богданов-Березовский В. М. А. Я. Ваганова. — Л.—М.: Искусство, 1950. — 112 с. — 5000 экз.
- Богданов-Березовский В. М. Константин Михайлович Сергеев. — Л.: ВТО, 1951. — 80 с. — (Мастера ленинградской сцены). — 5200 экз.
- Богданов-Березовский В. М. Лебединое озеро. — Л.: МУЗГИЗ, 1953. — 32 с. — 5000 экз.
- Богданов-Березовский В. М. Ленинградский государственный академический театр оперы и балета имени С. М. Кирова. — Л.—М.: Искусство, 1959. — 342 с.
- В. Богданов-Березовский. Статьи о балете. — Л.: Советский композитор, 1961. — 208 с. — 7000 экз.
- В. Богданов-Березовский. Галина Сергеевна Уланова. — М.: Искусство, 1962. — 212 с. — 50 000 экз.
- В. Богданов-Березовский. Балет Ленинграда / Фотоочерк. — М.—Л.: Музыка, 1964. — 80 с.

### Книги о музыке
- Богданов-Березовский В. М. Ю. А. Шапорин и его симфония. — Л.: Ленинградская филармония, 1934. — 32 с. — 2000 экз.
- Богданов-Березовский В. М. Шопен. Краткий очерк жизни и творчества. — Л.: Тритон, 1935. — 46 с.
- Богданов-Березовский В. М. Б. В. Асафьев. — Л.: МУЗГИЗ, 1937. — 28 с.
- Богданов-Березовский В. М. Оперное и балетное творчество Чайковского. Очерки. — М.—Л.: Искусство, 1940. — 118 с. — 3000 экз.
- Богданов-Березовский В. М. Советская опера. — Л.—М.: ВТО, 1940. — 264 с. — 3200 экз.
- Богданов-Березовский В. М. П. И. Чайковский. — Л.: ОГИЗ, 1943. — 44 с. — (Гениальные люди великой русской нации). — 10 000 экз.
- В. Богданов-Березовский. Орлеанская дева П. И. Чайковского. — Л.: ЛГАТОБ, 1945. — 15 с. — 3000 экз.
- В. Богданов-Березовский. Максимилиан Штейнберг. — М., 1947.
- В. Богданов-Березовский. Владимир Щербачёв. — М., 1947. — 16 с. — (Популярная серия "Композиторы СССР").
- Молодые годы Рахманинова / Богданов-Березовский В. М. (общая редакция). — Л.—М.: МУЗГИЗ, 1949. — 192 с. — 11 500 экз.
- Богданов-Березовский В. М. Лауреат Сталинской премии Татьяна Николаевна Лаврова. — Л.: ВТО, 1950. — 48 с. — (Мастера ленинградской сцены).
- Богданов-Березовский В. М. Лауреат Сталинской премии заслуженная артистка РСФСР Ольга Афанасьевна Кашеварова. — Л.: ВТО, 1950. — 60 с. — (Мастера ленинградской сцены).
- Богданов-Березовский В. М. Иван Ершов. — М.—Л.: МУЗГИЗ, 1951. — 75 с. — (Замечательные русские музыканты).
- Богданов-Березовский В. М. Фёдор Стравинский. — М.—Л.: МУЗГИЗ, 1951. — 52 с. — (Замечательные русские музыканты).
- Михаил Иванович Глинка. Литературное наследие. В двух томах / Богданов-Березовский В. М. (редактор). — М.: МУЗГИЗ, 1952. — 1402 с. — 3700 экз.
- В. Богданов-Березовский, Е. Никитина. Советские композиторы — лауреаты Сталинских премий. — Л.: МУЗГИЗ, 1954. — 460 с. — 3000 экз.
- Богданов-Березовский В. М. Советский дирижёр (Е. А. Мравинский). — М.: МУЗГИЗ, 1956. — 284 с. — 2500 экз.
- В. Богданов-Березовский. Статьи о музыке. — Л.: Советский композитор, 1960. — 237 с.
- В. Богданов-Березовский. Страницы музыкальной публицистики. — М.: МУЗГИЗ, 1963. — 288 с. — 3000 экз.
- В. Богданов-Березовский. Александр Моисеевич Веприк. — Л.: Музыка, 1964. — 131 с.
- В. Богданов-Березовский. Встречи. — М.: Искусство, 1967. — 280 с. — 25 000 экз.
- В. Богданов-Березовский. Дороги искусства. — М.: Музыка, 1971. — 280 с. — 8560 экз.

### Избранные статьи
- В. Богданов-Березовский. «Пульчинелла» // Жизнь искусства : журнал. — Л., 1926. — № 21.
- В. Богданов-Березовский. В. М. Дешевов // Жизнь искусства : журнал. — Л., 1929. — № 33.
- В. Богданов-Березовский. Дирижёрские портреты (С.А. Самосуд, В.А. Дранишников) // Рабочий и театр : журнал. — Л., 1933. — № 17.
- В. Богданов-Березовский. Летняя симфоническая эстрада // Рабочий и театр : журнал. — Л., 1933. — № 22.
- В. Богданов-Березовский. Слушая звуковой фильм… // Рабочий и театр : журнал. — Л., 1933. — № 24.
- В. Богданов-Березовский. Невозрождённый «Щелкунчик» // Советское искусство : газета. — М., 1934. — № 11 марта.
- В. Богданов-Березовский. Музыкально-сценическое развитие действия // Утраченные иллюзии. Хореографический роман. — Л.: ЛГАТОБ, 1936. — 98 с.
- В. Богданов-Березовский. Две оперные премьеры // Советский театр : журнал. — М., 1936. — № 7.
- В. Богданов-Березовский. Новые советские оперы // Искусство и жизнь : журнал. — Л., 1939. — № 7.
- В. Богданов-Березовский. Реформатор музыкального театра // Искусство и жизнь : журнал. — Л., 1940. — № 5.
- В. Богданов-Березовский. Профиль оперного сезона // Искусство и жизнь : журнал. — Л., 1940. — № 8.
- В. Богданов-Березовский. Квинтет Дмитрия Шостаковича // Искусство и жизнь : журнал. — Л., 1940. — № 12.
- В. Богданов-Березовский. Советские симфонисты. Д. Шостакович, В. Щербачёв // Искусство и жизнь : журнал. — Л., 1941. — № 6.
- В. Богданов-Березовский. Советская оперная культура // Театральный альманах, кн. 2. — М., 1946.
- В. Богданов-Березовский. Сценическая проблема балетов Чайковского // Театральный альманах, кн. 3. — М., 1946.
- В. Богданов-Березовский. Прокофьев и его балетное творчество // С. С. Прокофьев. Золушка. — Л.: ЛГАТОБ, 1946.
- В. Богданов-Березовский. Мысли о советском балете // Мнимый жених. — Л., 1946.
- В. Богданов-Березовский. Советский балет и балеты М. Чулаки // Советская музыка : журнал. — М., 1947. — № 4.
- В. Богданов-Березовский. «Али-Батыр» // Вечерний Ленинград : газета. — М., 1950. — № 26 июня.
- В. Богданов-Березовский. Поиски нового // Вечерний Ленинград : газета. — М., 1955. — № 14 марта.
- В. Богданов-Березовский. «Тропою грома» // Музыкальная жизнь : журнал. — М., 1958. — № 7.
- В. Богданов-Березовский. Балетный спектакль-концерт // Музыкальная жизнь : журнал. — М., 1959. — № 7.
- В. Богданов-Березовский. «Маскарад» на балетной сцене // Известия : газета. — М., 1961. — № 4 января.
- В. Богданов-Березовский. Письмо из Ленинграда // Советская музыка : журнал. — М., 1961. — № 8.
- В. Богданов-Березовский. От Люлли до Прокофьева. О музыкальной культуре балета // Музыка советского балета. — М.: Гос. муз. изд-во, 1962. — С. 5—58. — 256 с. — 5500 экз.
- В. Богданов-Березовский. Наталия Макарова // Музыкальная жизнь : журнал. — М., 1969. — № 10.
- В. Богданов-Березовский. Творческий путь театра // Малый театр оперы и балета. — Л.: Музыка, 1968. — 220 с. — 6000 экз.
- В. Богданов-Березовский. Великая русская певица. Концертная деятельность. На оперной сцене // А. В. Нежданова. Материалы и исследования. — М., 1967. — 544 с. — 40 000 экз.
- В. Богданов-Березовский. Борис Иванович Загурский // Воспоминания о Борисе Ивановиче Загурском. — Л.: Музыка, 1971. — С. 7—16. — 133 с.